# Mariana Nogales Molinelli
Mariana Nogales Molinelli (Humacao, Puerto Rico, 26 de octubre de 1973) es una abogada, feminista, defensora de los derechos humanos y política puertorriqueña. En 2019 junto a un grupo de políticos fundan el Movimiento Victoria Ciudadana (MVC) con la intención de postularse a las elecciones generales de 2020. 
En estas elecciones Nogales Molinelli se postuló a la Cámara de Representantes de Puerto Rico y bajo la insignia del Movimiento Victoria Ciudadana obtuvo un escaño por acumulación. Según informó la delegación del MVC, el movimiento tendrá portavocías rotativas y Mariana Nogales fungirá como portavoz durante el periodo 2021-2022.
Antes de pertenecer al Movimiento Victoria Ciudadana, Mariana Nogales fue candidata a Comisionada Residente de Puerto Rico en la Cámara de Representantes de los Estados Unidos por el Partido del Pueblo Trabajador en las elecciones generales de Puerto Rico de 2016.

## Educación y vida
Estudió Ciencias Ambientales en la Universidad de Puerto Rico, donde completó el bachillerato en psicología en 2006. Posteriormente, en 2010 obtuvo el juris doctor graduándose magna cum laude y obteniendo los premios de Derecho Internacional y el premio Thurgood Marshall de la Comisión de Derechos Civiles.
Es fundadora y tesorera de la Brigada Legal Solidaria, Inc, desde 2018; ahí brinda talleres de derechos civiles, ejerce como abogada en manifestaciones y representa legalmente y de forma gratuita a personas que son intervenidas por la Policía de Puerto Rico cuando se encuentran ejerciendo su derecho a la libre expresión. Además, fue fundadora (2011), vicepresidenta (2011-2012) y directora del Comité Legal (2012-2018) de Humanistas Seculares de Puerto Rico; organización que busca defender el precepto constitucional de la separación de iglesia y estado.
En abril de 2024, la Corte Suprema ordenó la suspensión del proceso judicial contra Mariana Nogales Molinelli, aceptando el pedido de “certiorari” y el pedido de auxilio judicial presentados por la Fiscalía Especial Independiente (OPFEI).

## Historial electoral
| Año  | Cargo                         | Tipo      | Partido | Partido | Votos  | %    | Posición | Resultado |
| ---- | ----------------------------- | --------- | ------- | ------- | ------ | ---- | -------- | --------- |
| 2016 | Comisionada Residente         | Generales |         | PPT     | 19,033 | 1.29 | 4.º      | Derrotada |
| 2020 | Representante por acumulación | Generales |         | MVC     | 87,922 | 7.28 | 8.º      | Electa    |
| 2024 | Representante por acumulación | Generales |         | MVC     |        |      |          |           |